# Dynmuchamed Konajew
Dynmuchamed Achmet uły Konajew (kaz. Дінмұхамед Ахмет ұлы Қонаев; ur. 30 grudnia 1911?/12 stycznia 1912, zm. 22 sierpnia 1993) – kazachski i radziecki działacz partyjny i państwowy, trzykrotny Bohater Pracy Socjalistycznej (1972, 1976, 1982).

## Życiorys
W 1936 ukończył Moskiewski Instytut Metali Kolorowych i Złota ze specjalizacją inżyniera górnictwa. W 1969 uzyskał stopień doktora nauk technicznych. Prezes Akademii Nauk Kazachskiej SRR w latach 1952–1955.
Po ukończeniu studiów pracował jako inżynier. Na początku lat 40. pełnił funkcje zastępcy głównego inżyniera i naczelnika wydziału technicznego w kombinacie „Ałtajpolimetal” oraz dyrektora kopalni.
Od 1939 członek Wszechzwiązkowej Komunistycznej Partii (bolszewików) (później KPZR). Członek Komitetu Centralnego KPZR w latach 1956–1987, członek Biura Politycznego KC KPZR od 1971 do 1987.
W latach 1942–1952 był zastępcą przewodniczącego Rady Komisarzy Ludowych i Rady Ministrów Kazachskiej SRR. W latach 1955–1960 i 1962–1964 przewodniczący Rady Ministrów Kazachskiej SRR. Od 1960 (z przerwą w latach 1962–1964) pełnił funkcję I sekretarza Komitetu Centralnego Komunistycznej Partii Kazachstanu.
Wieloletni deputowany do Rady Najwyższej ZSRR.
Został odznaczony m.in. trzykrotnie Medalem „Sierp i Młot” Bohatera Pracy Socjalistycznej (1972, 1976, 1982), ośmiokrotnie Orderem Lenina oraz Orderem Czerwonego Sztandaru Pracy.